# Luciana Littizzetto
Luciana Littizzetto (n. 29 octombrie 1964, Torino, Italia) este o moderatoare de televiziune italiană.